# Sympetrum fonscolombii
Sympetrum fonscolombii es una especie de odonato anisóptero de la familia Libellulidae.

## Características y hábitat
Se pueden encontrar en lugares como pantanos o cerca de lagunas con escasa vegetación donde habitan en su periodo de vuelo es de mayo a octubre donde se los puede observar, se alimentan de pequeños insectos que cazan habitualmente; las hembras depositan sus huevos en agua contaminada; esta especie se diferencia de otras libélulas ya que sus huevos y larvas se desarrollan más rápido que las demás especies.

### Dimorfismo sexual
Las hembras poseen un color ocre, con tonos verdosos, placas de aspecto coriáceo y un dibujo lateral característico. Los machos en cambio; poseen una coloración muy intensa (aunque ligeramente más variable) entre tonos rojizos y naranjas.  El estigma de ambos es idéntico, y las venas brazales también. El tamaño longitudinal de la hembra es ligeramente inferior al del macho, aunque su envergadura está influenciada por el clima donde se desarrolla. Ambos poseen 11 tricomas (elementos cuticulares) en la tibia. Tarso y uñas son, por lo general y de forma sutil, más prominentes en el macho. El vértex de la hembra es prominente.

## Distribución
Es común encontrarla ampliamente distribuida en África incluyendo a Madagascar; también se localiza en Europa, donde es una especie estacional frecuente en la península ibérica, en Oriente Próximo y en otras partes del sur de Asia, como en la India y Pakistán.

## Galería de imágenes

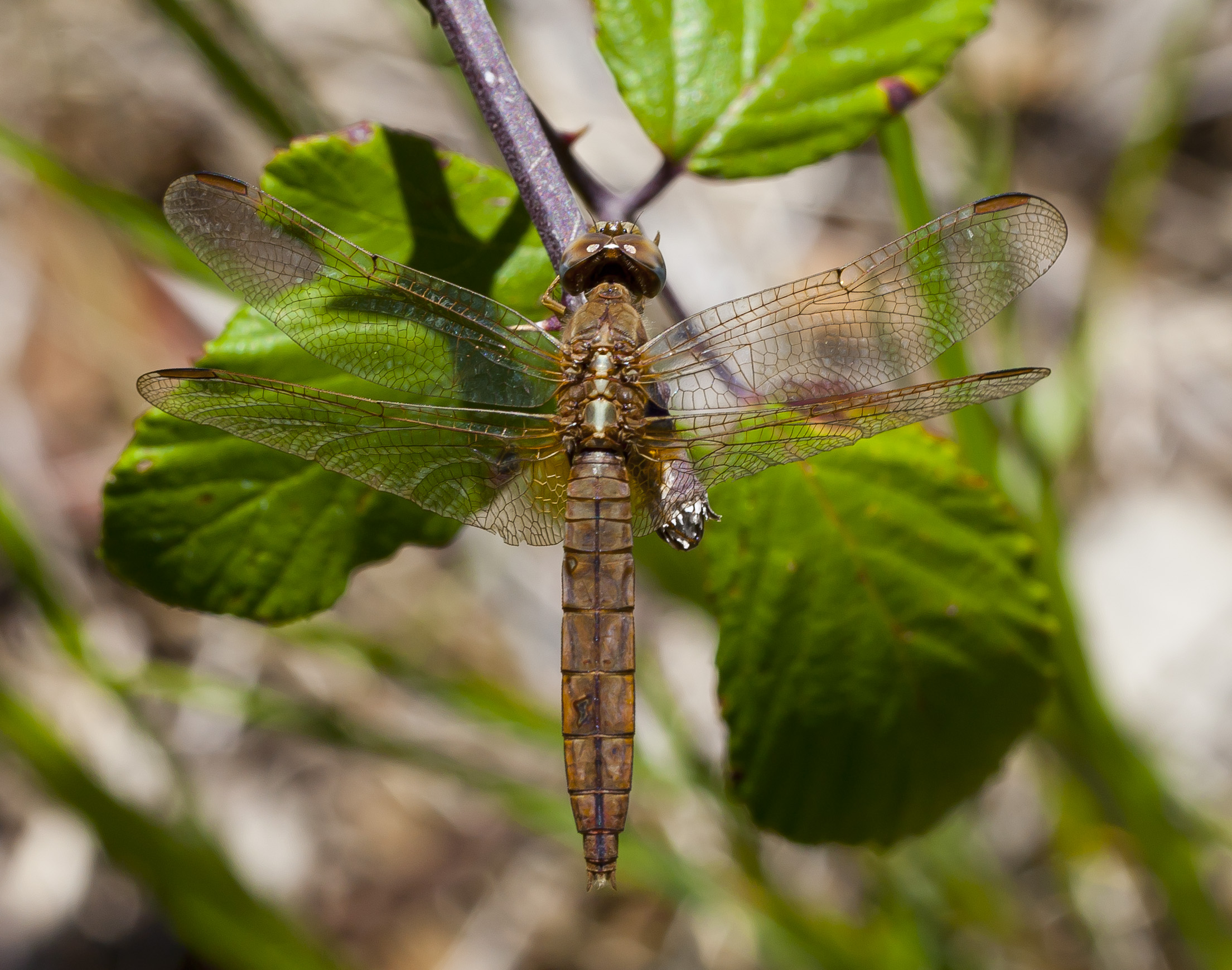
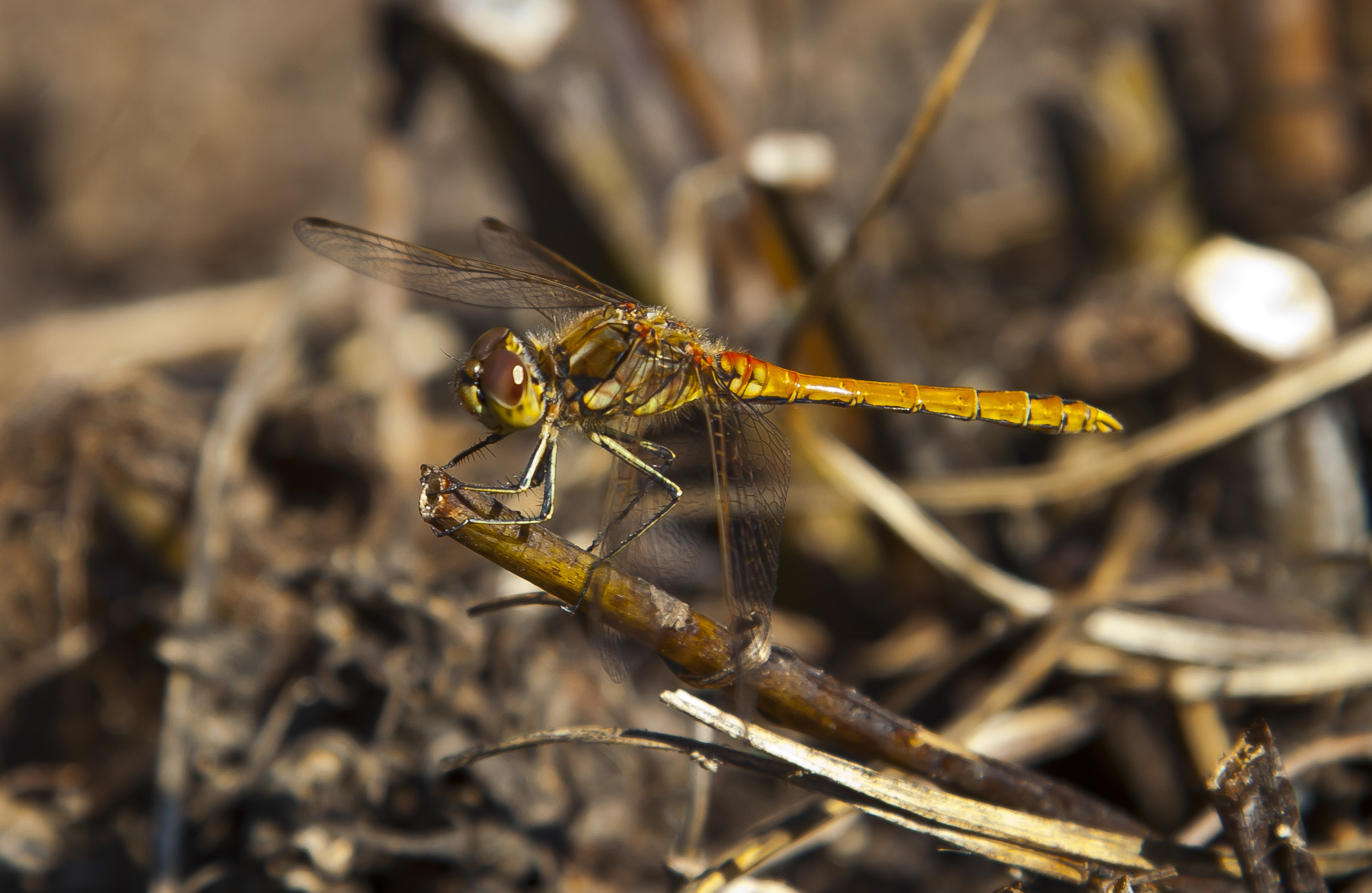
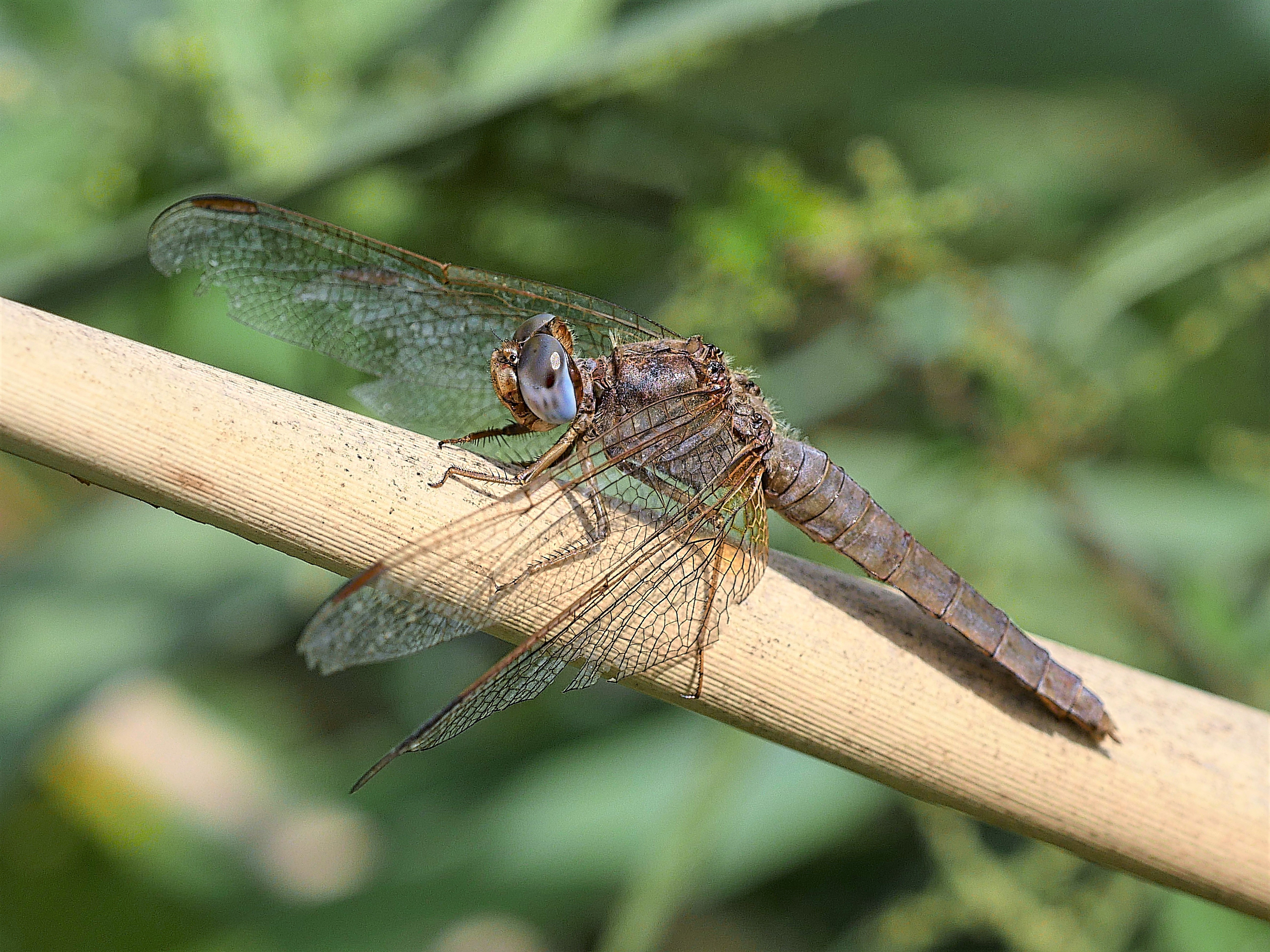
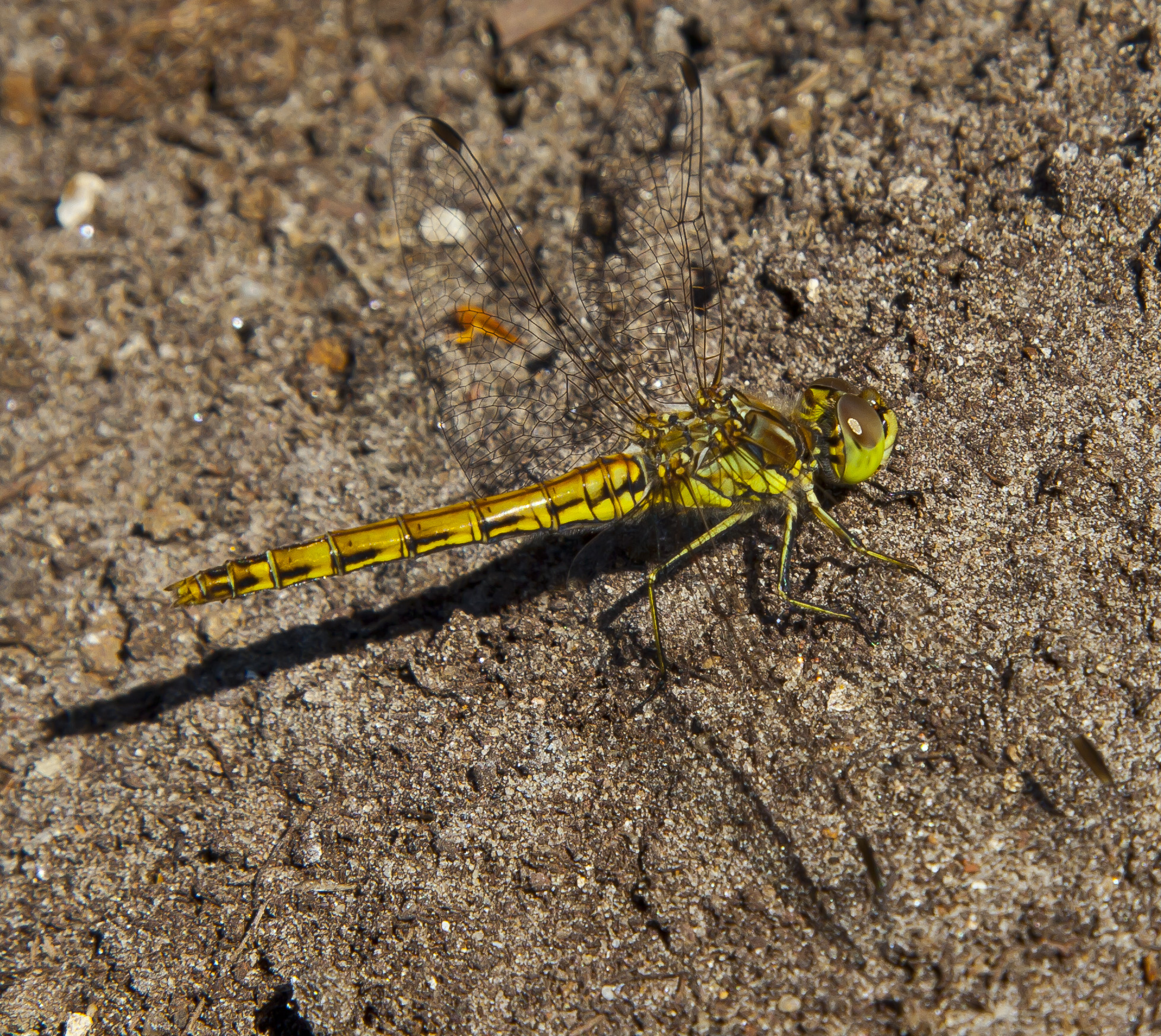
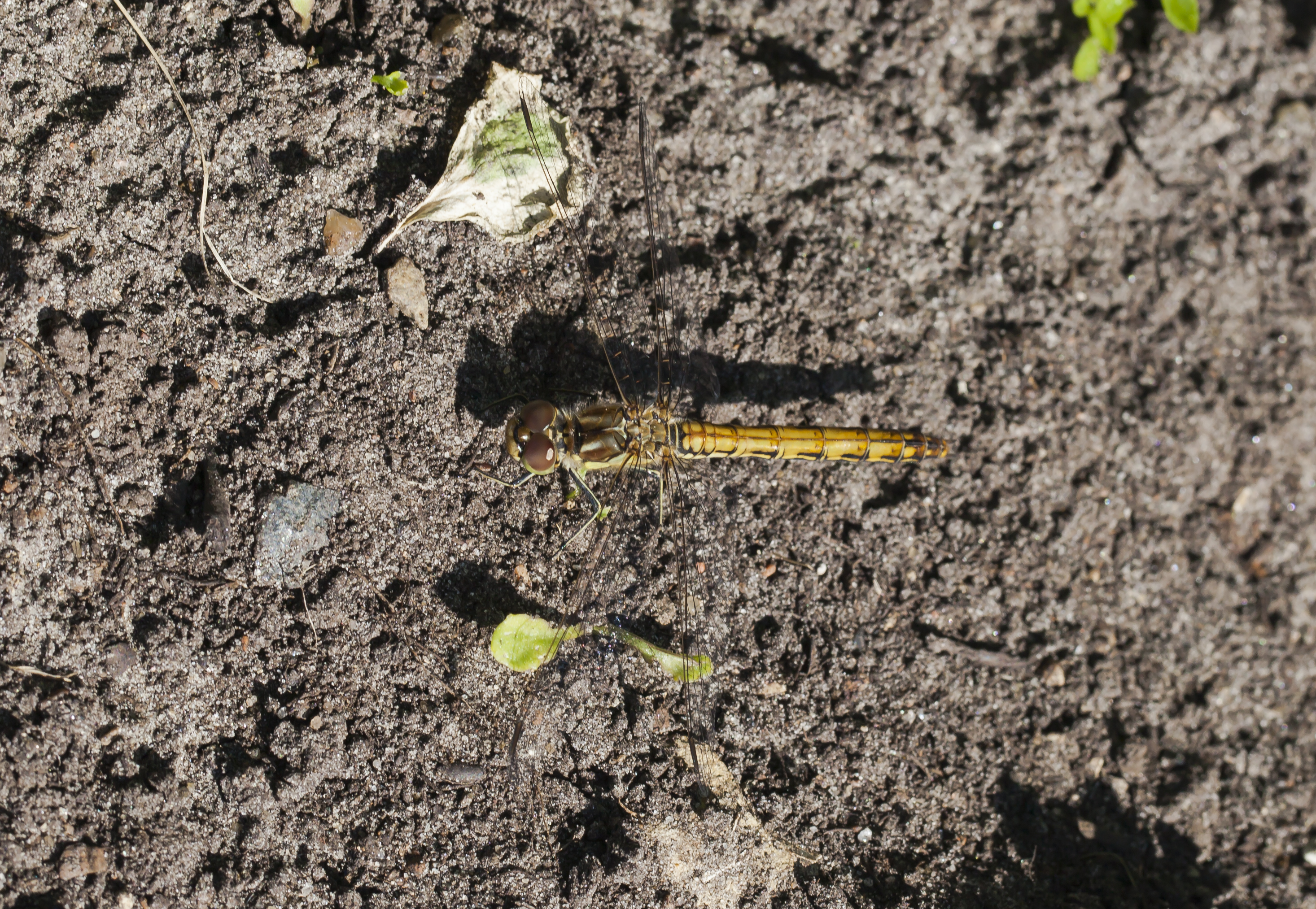
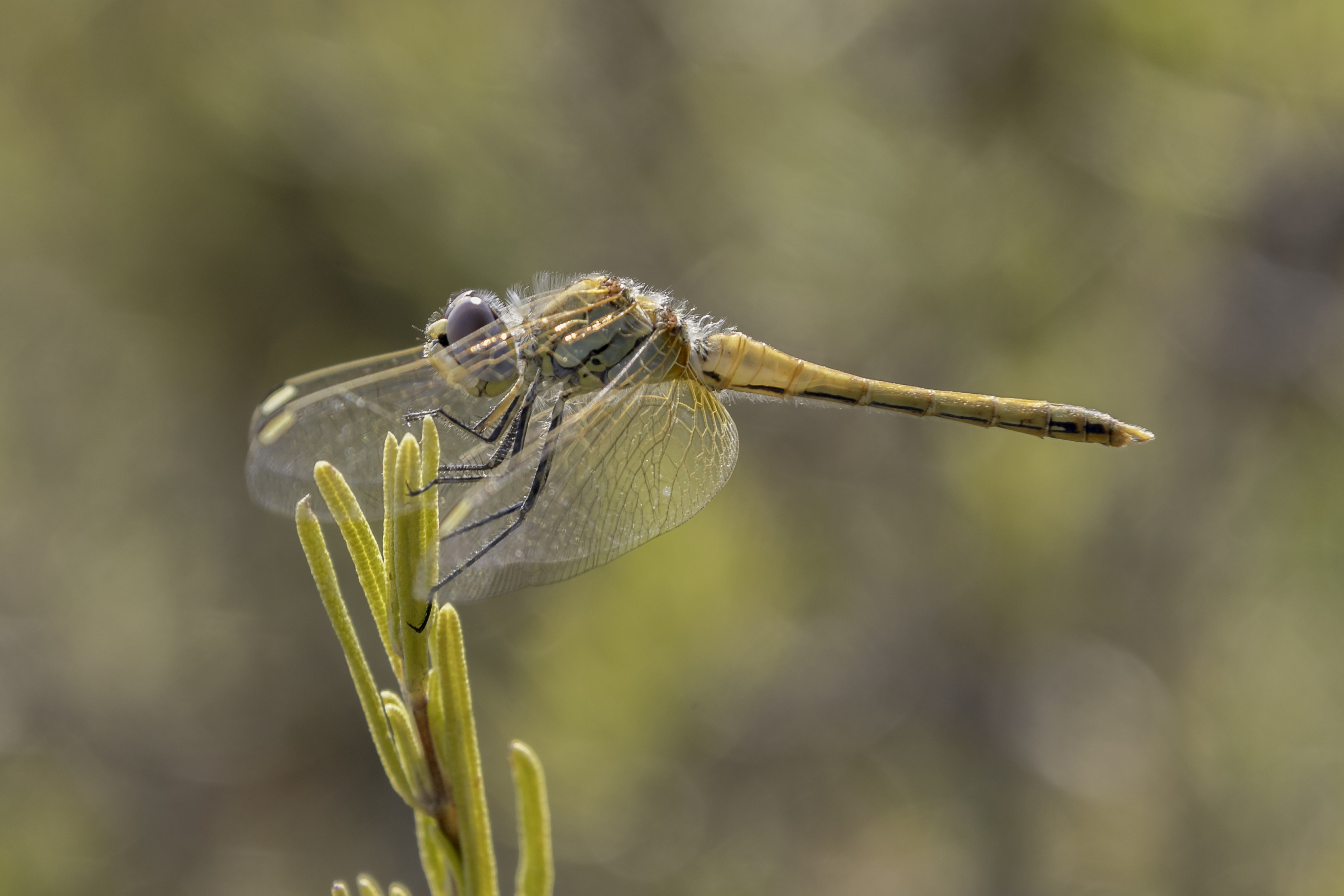
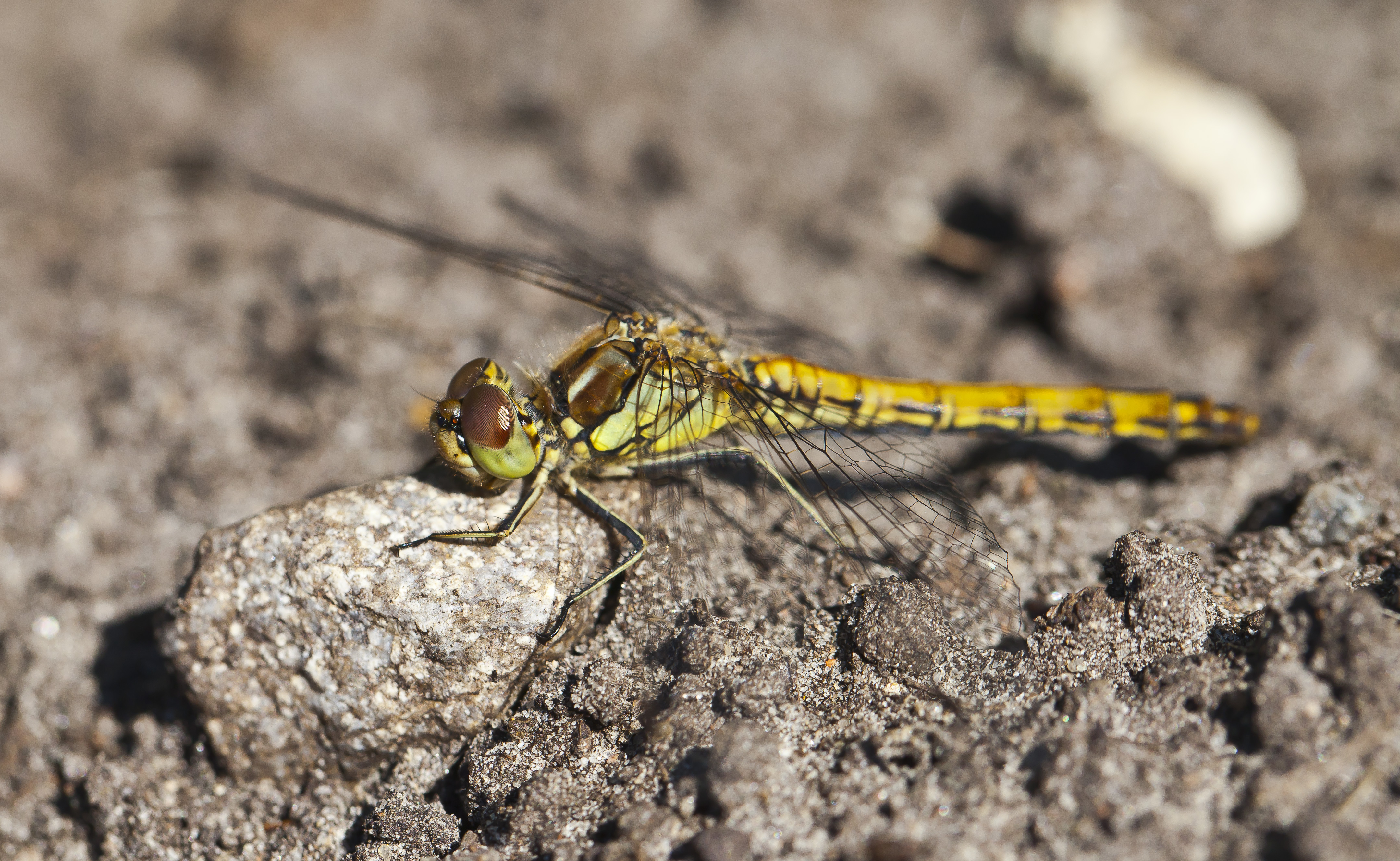